# 虎圩乡
虎圩乡，是中华人民共和国江西省抚州市东乡区下辖的一个乡镇级行政单位。

## 行政区划
虎圩乡下辖以下地区：
坎头村、高坊村、林塘村、陈塘村、艾田村、阳光村、麻溪村、炉前村、陈桥村和仕桥村。